# Beatrice Hill-Lowe
Beatrice Hill-Lowe (n. 26 ianuarie 1868, Ardee⁠(d), Irlanda⁠(d), Irlanda – d. 2 iulie 1951, Tenby⁠(d), Țara Galilor, Regatul Unit) a fost o arcașă ce a reprezentat Regatul Unit al Marii Britanii și al Irlandei de Nord, medaliată olimpică. A participat la o ediție a Jocurilor Olimpice (1908) în care a câștigat o medalie de bronz.

## Participări
Lista de mai jos prezintă principalele competiții la care a participat Beatrice Hill-Lowe de-a lungul carierei.
- archery at the 1908 Summer Olympics – women's double National round[*]